# Lohorung (langue)
Le lohorung (ou lohorong, lohrung, lohrung khanawa, lorung, lorung du Nord) est une langue kiranti parlée dans la zone de Koshi, dans le centre du district de Sankhuwasabha, entre le milieu de la vallée de l'Arun et le Sabhakhola et dans les villages de Pangma (en), Angala, Higuwa, Khorande, Bardeu, Gairiaula, Malta (en), Sitalpati (en), et Dhupu (en), au Népal oriental, par 3 720 personnes en 2011. C'est une langue en danger, reconnue comme langue du peuple indigène des Rai.

## Dialecte
Le biksit (bikshi) est un dialecte du lohorung parlé dans le village de Dhupu (en).

## Similarité lexicale et intelligibilité avec les langues voisines
Le lohorung est intelligible avec le yamphu (en) à 44 %.
Il y a une similarité lexicale de 88 à 99 % entre les dialectes, de 64 à 67 % avec le yamphu et de 65 à 68 %  avec le yamphu du Sud. 

## Utilisation
Le lohorung est une langue en danger qui est influencée par le népalais. Il est parlé par des personnes de tous âges, à la maison et dans les actes religieux, et en usage mixte avec les amis et au travail. Presque tous ses locuteurs parlent au moins un peu le népalais. Il est utilisé comme seconde langue par les locuteurs du mewahang (en).

## Écriture
Le lohorung utilise l'écriture devanagari.
| अ | अ: | आ | आ: | इ | इ: | उ | उ: | ए | ए: | ऎ | ऎ: | ओ | ओ: | ‌ॽ | क | ख | ग | ङ | च | छ | ट | ठ | ड | न | प | फ | ब | भ | म | य | र | ल | ल्ह | व | स | ह |